# Обитељ (роман)
Обитељ (рус. Обитель) је роман из 2014. године, савременог руског књижевника Захара Прилепина (рус. Захар Прилепин). Српско издање је објавила издавачка кућа "Самиздат Б92" из Београда 2015. године у преводу Радмиле Мечанин.

## О писцу
Захар Прилепин је рођен 1975. године у селу Иљинка, у Рјазанској области. Дипломирао је на филолошком факултету и политичкој школи. Ожењен је и има четворо деце. Живи у забитом селу Керженец, али и у граду Нижњи Новгород. 

## О књизи
Радња романа се догађа у Соловецком архипелагу, на северу Русије, у Белом мору, у Соловецком манастиру и односи се на "обитељ", које сем значења "породица" има и друго значење а то је "манастирско братство".
Обитељ је у књизи монашка заједница, тј. гулаг, тамница комунизма, који обитава на Соловјетском архипелагу, далеко од света, и који се простире на многобројним острвима, острвцима, омеђен Белим морем и његовим побеснелим таласима, претвореним у бољшевички логор смрти.
Захар Прилепин је у роману описао сав ужас тог места, али и приповест о отпору према таквом ужасу. Најбоље то илусрује  његова изјава: 
| „ | Човек је мрачан и страшан, али свет је хуман и топао. | ” |

## Радња
На север Русије у прогонство је прво почела да шаље непослушне Катарина Велика, да би касније ту традицију наставила и након Октобарске револуције 1917. године нова власт. Ту је основан Соловецки логор специјалне намене, назван СЛОН, први у низу ажњеничких логора у Совјетском Савезу.
Радња романа је смештена на крај двадесетих година двадесетог века. Приказано је на десетине ликова, са свим својим прошлостима и најавама будућности, људске судбине, где је немогуће разликовати џелате од жртава. Приказана је трагична историја једне љубави, али исто тако и историја читаве државе са својим болом, крвљу, мржњом. Роман представља моћан метафизички текст о степену човекове личне слободе и о степену човекових физичких могућности. 
Роман не настао на основу историсјских чињеница. Прилепин је три године истраживао грађу, да би након тога написао Обитељ. У манастир - тамницу су се слили белогардејци, црвеноармејци, чекисти, лењинисти, стаљинисти, кулаци, најамници, староверци, свештеници, песници, криминалци, живописна галерија ликова. 
Међу њима је и млади Московљанин Артјом. Пратећи логорски пут Артјома од кажњеничких чети, преко упознавања са чудним управником Ејхманисом, успона у логорашкој хијерархији, љубави са иследницом Галином, па све до крајњег пада, стварена је ненадмашна слика Соловецког логора.

## Занимљивост
Почетком деведесетих година двадесетог века почела је духовна и материјална обнова Соловјетског манастира који се од 1992. налази на Унесковој листи светске културне баштине.

## Награде
Обитељ је добитник четири најзначајније књижевне награде у Русији:
- "Книга года" ("Књига године"), 2014.
- "Большая книга" ("Велика књига"), 2014.
- "Лучшая художественная книга" ( "Најбоља белетристичка књига"), 2014.
- Награда за бестселер (победник IV конкурса "Ревизор – 2015"), 2015.